# Сотник Роман Миколайович
Роман Миколайович Сотник (17 березня 1978, смт Ратне — 31 липня 2024, Орхімівка) — лейтенант збройних сил України, заступник командира роти з морально-психологічного забезпечення 13 роти спеціального призначення 4 загону спеціального призначення 71 ОЄБр, учасник російсько-української війни.

## Життєпис
Народився 17 березня 1978 року в смт Ратне Волинської області. Навчався у Львівському Національному Університеті Природокористування в Дублянах, згодом переїхав до Львова.
Спочатку війни займався волонтерською діяльністю, паралельно проходив курси з використання дронів, а в червні 2022 року вступив до Збройних Сил України в 80-ту окрему десантно-штурмову Галицьку бригаду. Разом з підрозділом виконував завдання на Слобожанщині. В 2023 році на службу вступив його син, в цей же підрозділ. Після Слобожанщини підрозділ відправився в Запорізьку область до н.п. Вербове. Роман був на посаді заступника командира роти вогневої підтримки. Наприкінці 2023 року підрозділ вирушив у Донецьку область.
На початку 2024 року Роман разом з сином перевівся в 71 ОЄБр, де продовжив виконувати бойові завдання. Всередині 2024 року, підрозділ вирушив у Харківську область. 31 липня 2024 року біля села Орхімівка Харківської області Роман потрапив під мінометний обстріл та отримав поранення не сумісні з життям.
Похований 5 серпня 2024 року на кладовищі в с. Солонка Львівської області.

## Нагороди
- Орден Богдана Хмельницького III ступеня (11 листопада 2024, посмертно) — за особисту мужність, виявлену у захисті державного суверенітету та територіальної цілісності України, самовіддане виконання військового обов'язку[2].